# Elizabeth Conyngham, markisinna av Conyngham
Elizabeth Conyngham, markisinna av Conyngham, född 1769, död 1861, var en brittisk adelskvinna. Hon var älskarinna till Georg IV av Storbritannien mellan 1820 och 1830.
Hon var dotter till den icke adlige irländska bankiren och godsägaren Joseph Denison, och gifte sig 1794 med Henry Conyngham, 1st Marquess Conyngham, som var Lord Stewart 1820-30. Hon fick många beundrare i Londonsocieteten på grund av sin skönhet, men var inte helt accepterad eftersom hennes far inte var adlig, och ansågs vulgär. 
Conyngham sympatiserade med Whigpartiet, men använde främst sitt inflytande för att gynna sin familj ekonomiskt snarare än för att delta i politiken. Vissa av hennes ingripanden väckte dock politisk uppmärksamhet. Hon bad kungen att utnämna hennes sons informator till Canon vid St. George's Chapel, Windsor, vilket gjorde att premiärminister Robert Jenkinson, 2:e earl av Liverpool hotade att avgå, och det rådde en dålig stämning mellan henne och Liverpools regering, bland annat på grund av hennes gräl med ministerfrun Amelia Stewart, Viscountess Castlereagh. Hon ska ha utverkat att Benjamin Bloomfield avsattes som Keeper of the Privy Purse 1822. Dorothea Lieven avfärdade henne i sin karaktäristik som tanklös och utan andra intressen än att ta emot juveler. 
Hon närvarade vid kungens dödsbädd 1830, och flyttade efter hans död omedelbart till Paris. Kungen testamenterade sina juveler till henne, men hon vägrade ta emot dem. 